# Aleksandra Aspis
Aleksandra Aspis z domu Hecker (ur. 20 września 1857 w Nieszawie, zm. 19 września 1933 w Łomży) – polska nauczycielka i dyrektorka szkoły we Włocławku.

## Życiorys
Urodziła się w rodzinie Antoniego Heckera i Natalii z Madalińskich, zamieszkałych we Włocławku. Jej pradziadkiem był generał Powstania Kościuszkowskiego Antoni Józef Madaliński.
W 1876 roku ukończyła Instytut Świętej Elżbiety w Petersburgu. Podczas studiów utrzymywała się z udzielania korepetycji.
Po ukończeniu studiów powróciła do Włocławka i otworzyła prywatną szkołą średnią, wypełniającą niszę po dopiero co zlikwidowanej prywatnej szkole Izabeli Zbiegniewskiej. Szkoła Żeńska Aleksandry Hecker kontynuowała patriotyczne tradycje szkoły Zbiegniewskiej. Pierwotnie mieściła się na rogu ulic 3 Maja i Żabiej (ul. 3 Maja 22), a później przy ulicy Kaliskiej 8. W okresie dwudziestolecia międzywojennego szkoła mieściła się przy ul. Kościuszki 5.
Podczas otwarcia szkoła Aleksandry Aspis oferowała naukę w 4 klasach. W 1882 roku poszerzyła asortyment nauczania do sześciu klas, a w 1910 roku do siedmiu klas. Od wtedy też szkoła nazywa się „Siedmioklasowa Szkoła Żeńska”. Przy Szkole Średniej działała też 3-klasowa szkoła przygotowawcza oraz internat, sala gimnastyczna i biblioteka. Aleksandra Aspis prowadziła też kursy zawodowe i dokształcające dla pomocnic domowych. W okresie dwudziestolecia międzywojennego przy ul. Kościuszki 5 działał Związek Byłych Uczennic Pensji Aspisowej.
W 1905 roku na fali rewolucji w szkole Aspisowej wprowadzono język polski jako język wykładowy.
Do wybuchu I wojny światowej szkoła Aspisowej działała w warunkach rosyjskich represji i silnej kontroli ze strony zaborcy. W 1918 roku szkoła przekształciła się w 8-klasowe Gimnazjum Realne. Szkoła istniała do 1932 roku.
Ostatni rok życia Aleksandra Aspis spędziła w Łomży, gdzie pracowała jej córka jako dyrektor szkoły. Została pochowana na cmentarzu komunalnym we Włocławku.

## Życie prywatne
W 1884 roku poślubiła Bogumiła Aspisa, który od 1880 roku uczył w jej szkole. W 1888 roku urodziła córkę Władysławę, która od 1910 roku przejęła prowadzenie szkoły swojej matki.
W domu Państwa Aspis funkcjonował salon literacki, w którym bywali m.in. Gabriela Zapolska i Stanisław Noakowski.